# Список глав государств в 1969 году
| 1968 ← Список глав государств по годам → 1970 |

В списке перечислены лидеры государств по состоянию на 1969 год. В том случае, если ведущую роль в государстве играет коммунистическая партия, указан как де-юре глава государства — председатель высшего органа государственной власти, так и де-факто — глава коммунистической партии.
Цветом выделены страны, в которых в данном году произошли смены власти вследствие следующих событий:
- Получение страной независимости;
- Военный переворот, революция, всеобщее восстание ;
- Президентские выборы;
- парламентские выборы, парламентский кризис;
- Смерть одного из руководителей страны;
- Иные причины.

## Азия
|                                                          | Арабские эмираты (протектораты Великобритании) |                                              |                                                                             | | |  |
|                                                          |                                                | Абу-Даби                                     | Эмир                                                                        | Заид ибн Султан Аль Нахайян | 1966—2004 |  |
|                                                          | Аджман                                         | Эмир                                         | Рашид III ибн Хумайд                                                        | 1928—1981 | |  |
|                                                          | Дубай                                          | Шейх                                         | Рашид ибн Саид Аль Мактум                                                   | 1958—1971 | |  |
|                                                          | Рас-эль-Хайма                                  | Эмир                                         | Сакр ибн Мухаммад                                                           | 1948—2010 | |  |
|                                                          | Умм-эль-Кайвайн                                | Эмир                                         | Ахмад II бин Рашид аль-Муалла                                               | 1929—1981 | |  |
|                                                          | Эль-Фуджайра                                   | Шейх                                         | Мохаммед бин Хамад                                                          | 1938—1974 | |  |
|                                                          | Шарджа                                         | Шейх                                         | Халид III бин Мухаммад                                                      | 1965—1972 | |  |
|                                                          | Афганистан                                     | Афганистан                                   | Король                                                                      | Захир-шах | 1933—1973 |  |
| Премьер-министр                                          | Афганистан                                     | Афганистан                                   | Нур Ахмад Эттемади                                                          | 1967—1971 | |  |
|                                                          | Бахрейн (протекторат Великобритании)           | Бахрейн (протекторат Великобритании)         | Хаким                                                                       | Иса ибн Салман Аль Халифа | 1961—1971 |  |
|                                                          | Союз Бирма                                     | Союз Бирма                                   | Председатель Революционного совета                                          | Не Вин | 1962—1974 |  |
| Премьер-министр                                          | Союз Бирма                                     | Союз Бирма                                   | 1958—1960 , 1962—1974                                                       | Не Вин | |  |
| Флаг Брунея                                              | Бруней (протекторат Великобритании)            | Бруней (протекторат Великобритании)          | Султан                                                                      | Хассанал Болкиах | 1967 год — настоящее время |  |
| Флаг Бутана                                              | Бутан                                          | Бутан                                        | Король                                                                      | Джигме Дорджи Вангчук | 1952—1972 |  |
|                                                          | Республика Вьетнам                             | Республика Вьетнам                           | Президент                                                                   | Нгуен Ван Тхьеу | 1965—1975 |  |
| Премьер-министр                                          | Республика Вьетнам                             | Республика Вьетнам                           | Чан Ван Хыонг Чан Тхьен Кхьем                                               | (1964—1965 , 1968—1969) 1969—1975 | |  |
|                                                          | Демократическая Республика Вьетнам             | Демократическая Республика Вьетнам           | Председатель ЦК Партии трудящихся Вьетнама                                  | Хо Ши Мин | 1951—1969 |  |
| Первый секретарь ЦК Партии трудящихся Вьетнама           | Демократическая Республика Вьетнам             | Демократическая Республика Вьетнам           | Ле Зуан                                                                     | 1960—1976 | |  |
| Президент                                                | Демократическая Республика Вьетнам             | Демократическая Республика Вьетнам           | Хо Ши Мин Тон Дык Тханг                                                     | 1945—1969 1969—1976 | |  |
| Премьер-министр                                          | Демократическая Республика Вьетнам             | Демократическая Республика Вьетнам           | Фам Ван Донг                                                                | 1955—1976 | |  |
| Флаг Израиля                                             | Израиль                                        | Израиль                                      | Президент                                                                   | Залман Шазар | 1963—1973 |  |
| Флаг Израиля                                             | Израиль                                        | Израиль                                      | Премьер-министр                                                             | Леви Эшколь Игаль Алон (и. о.) Голда Меир | 1963—1969 1969 год 1969—1974 |  |
|                                                          | Индия                                          | Индия                                        | Президент                                                                   | Закир Хусейн Варахагири Венката Гири Мухаммад Хидаятулла (и. о.)                                                                                   | 1967—1969 (1969 год , 1969—1974) 1969 год |  |
| Премьер-министр                                          | Индия                                          | Индия                                        | Индира Ганди                                                                | 1966—1977 , 1980—1984 | |  |
| Флаг Индонезии                                           | Индонезия                                      | Индонезия                                    | Президент                                                                   | Сухарто | 1967—1998 |  |
| Флаг Иордании                                            | Иордания                                       | Иордания                                     | Король                                                                      | Хусейн ибн Талал | 1952—1999 |  |
| Флаг Иордании                                            | Иордания                                       | Иордания                                     | Премьер-министр                                                             | Бахджат ат-Тальхуни Абдель Муним ар-Рифаи | (1960—1962 , 1964—1965 , 1967—1969 , 1969—1970) (1969 год ,1970 год) |  |
|                                                          | Ирак                                           | Ирак                                         | Президент                                                                   | Ахмад Хасан Аль-Бакр | 1968—1979 |  |
| Премьер-министр                                          | Ирак                                           | Ирак                                         | 1963 год , 1968—1979                                                        | Ахмад Хасан Аль-Бакр | |  |
|                                                          | Иран                                           | Иран                                         | Шах                                                                         | Мохаммед Реза Пехлеви | 1941—1979 |  |
| Премьер-министр                                          | Иран                                           | Иран                                         | Амир Аббас Ховейда                                                          | 1965—1977 | |  |
|                                                          | Йеменская Арабская Республика                  | Йеменская Арабская Республика                | Президент                                                                   | Абдель Рахман Арьяни | 1967—1974 |  |
| Премьер-министр                                          | Йеменская Арабская Республика                  | Йеменская Арабская Республика                | Хасан Аль-Амри Абд ас-Салам Сабра Мухсин Ахмад Аль-Айни Абдалла Аль-Куршуми | (1964 год , 1965 год , 1965—1966 , 1967—1969 , 1971 год) (1969 год , 1971 год) (1967 год , 1969 год , 1970—1971 , 1971—1972 , 1974—1975) 1969—1970 | |  |
|                                                          | Народная Демократическая Республика Йемен      | Народная Демократическая Республика Йемен    | Президент                                                                   | Кахтан Мухаммед Аш-Шааби Салем Рубайя Али | 1967—1969 1969—1978 |  |
| Премьер-министр                                          | Народная Демократическая Республика Йемен      | Народная Демократическая Республика Йемен    | Фейсал Абд аль-Латиф Аш-Шааби Мухаммед Али Хейтам                           | 1969 год 1969—1971 | |  |
|                                                          | Камбоджа                                       | Камбоджа                                     | Глава государства                                                           | Нородом Сианук | 1960—1970 |  |
| Премьер-министр                                          | Камбоджа                                       | Камбоджа                                     | Пенн Нут Лон Нол                                                            | (1948—1949 , 1953 год , 1954—1955 , 1961 год , 1968—1969 , 1975—1976) (1966—1967 , 1969—1971)                                                      | |  |
|                                                          | Катар (протекторат Великобритании)             | Катар (протекторат Великобритании)           | Эмир                                                                        | Ахмад бин Али Аль Тани | 1960—1972 |  |
|                                                          | Кипр                                           | Кипр                                         | Президент                                                                   | Архиепископ Макариос III | 1960—1974 1974—1977 |  |
|                                                          | Китайская Народная Республика                  | Китайская Народная Республика                | Генеральный секретарь ЦК Коммунистической партии Китая                      | Мао Цзэдун | 1943—1976 |  |
| Исполняющие обязанности Председателя КНР                 | Китайская Народная Республика                  | Китайская Народная Республика                | Дун Биу Сун Цинлин                                                          | 1968—1975 1968—1972 | |  |
| Премьер Госсовета                                        | Китайская Народная Республика                  | Китайская Народная Республика                | Чжоу Эньлай                                                                 | 1949—1976 | |  |
|                                                          | Китайская Республика (Тайвань)                 | Китайская Республика (Тайвань)               | Президент                                                                   | Чан Кайши | 1950—1975 |  |
| Председатель Исполнительного Юаня                        | Китайская Республика (Тайвань)                 | Китайская Республика (Тайвань)               | Янь Цзягань                                                                 | 1963—1972 | |  |
|                                                          | Корейская Народно-Демократическая Республика   | Корейская Народно-Демократическая Республика | Генеральный секретарь ЦК Трудовой партии Кореи                              | Ким Ир Сен | 1966—1994 |  |
| Председатель кабинета министров                          | Корейская Народно-Демократическая Республика   | Корейская Народно-Демократическая Республика | 1948—1972                                                                   | Ким Ир Сен | |  |
| Председатель Президиума Верховного народного собрания    | Корейская Народно-Демократическая Республика   | Корейская Народно-Демократическая Республика | Чхве Ён Гон                                                                 | 1957—1972 | |  |
| Флаг Кувейта                                             | Кувейт                                         | Кувейт                                       | Эмир                                                                        | Сабах ас-Салем ас-Сабах | 1965—1977 |  |
| Флаг Кувейта                                             | Кувейт                                         | Кувейт                                       | Премьер-министр                                                             | Джабер аль-Ахмед ас-Сабах | 1965—1977 |  |
|                                                          | Лаос                                           | Лаос                                         | Король                                                                      | Саванг Ватхана | 1959—1975 |  |
| Премьер-министр                                          | Лаос                                           | Лаос                                         | Суванна Фума                                                                | 1951—1954 , 1956—1958 , 1960 год , 1962—1975 | |  |
| Флаг Ливана                                              | Ливан                                          | Ливан                                        | Президент                                                                   | Шарль Элу | 1964—1970 |  |
| Флаг Ливана                                              | Ливан                                          | Ливан                                        | Премьер-министр                                                             | Абдалла Яфи Рашид Караме | (1938—1939 , 1951—1952 , 1952 год , 1953 год , 1956 год , 1966 год , 1968—1969) (1955—1956 , 1958—1960 , 1961—1964 , 1965—1966 , 1966—1968 , 1969—1970 , 1975—1976 , 1984—1987) |  |
|                                                          | Малайзия                                       | Малайзия                                     | Янг ди-Пертуан Агонг (Верховный глава)                                      | Исмаил Насируддин Шах | 1965—1970 |  |
| Премьер-министр                                          | Малайзия                                       | Малайзия                                     | Абдул Рахман                                                                | 1957—1970 | |  |
| Флаг Мальдивской Республики                              | Мальдивы                                       | Мальдивы                                     | Президент                                                                   | Ибрагим Насир | 1968—1978 |  |
|                                                          | Монгольская Народная Республика                | Монгольская Народная Республика              | Первый секретарь ЦК Монгольской народной партии                             | Юмжагийн Цеденбал | 1958—1984 |  |
| Председатель Совета министров                            | Монгольская Народная Республика                | Монгольская Народная Республика              | 1952—1974                                                                   | Юмжагийн Цеденбал | |  |
| Председатель Президиума Великого Государственного Хурала | Монгольская Народная Республика                | Монгольская Народная Республика              | Жамсарангийн Самбу                                                          | 1954—1972 | |  |
|                                                          | Непал                                          | Непал                                        | Король                                                                      | Махендра | 1955—1972 |  |
| Премьер-министр                                          | Непал                                          | Непал                                        | Сурья Бахадур Тхапа Кирти Нидхи Биста                                       | (1963—1964 , 1965—1969 , 1979—1983 , 1997—1997 , 2003—2004) (1969—1970 , 1971—1973 , 1977—1979)                                                    | |  |
|                                                          | Оман (протекторат Великобритании)              | Оман (протекторат Великобритании)            | Султан                                                                      | Саид бин Таймур | 1932—1970 |  |
| Флаг Пакистана                                           | Пакистан                                       | Пакистан                                     | Президент                                                                   | Мухаммед Айюб Хан Ага Мухаммед Яхья Хан | 1958—1969 1969—1971 |  |
| Флаг Пакистана                                           |                                                | Дир                                          | Наваб                                                                       | Мохаммад Шах Хосру Хан | 1960—1969 |  |
| Флаг Пакистана                                           | В 1969 году вошел в состав Пакистана.          | Дир                                          |                                                                             | | |  |
| Флаг Пакистана                                           |                                                | Хунза                                        | мир                                                                         | Мухаммад Джамаль Хан | 1945—1974 |  |
|                                                          | Саудовская Аравия                              | Саудовская Аравия                            | Король                                                                      | Фейсал ибн Абдул-Азиз Аль Сауд | 1964—1975 |  |
| Премьер-министр                                          | Саудовская Аравия                              | Саудовская Аравия                            | 1954—1960 , 1962—1975                                                       | Фейсал ибн Абдул-Азиз Аль Сауд | |  |
|                                                          | Сикким                                         | Сикким                                       | Чогьял                                                                      | Палден Тондуп Намгьял | 1963—1975 |  |
| Флаг Сингапура                                           | Сингапур                                       | Сингапур                                     | Президент                                                                   | Юсоф бин Исхак | 1965—1970 |  |
| Флаг Сингапура                                           | Сингапур                                       | Сингапур                                     | Премьер-министр                                                             | Ли Куан Ю | 1959—1990 |  |
|                                                          | Сирия                                          | Сирия                                        | Президент                                                                   | Нуреддин Аль-Атаси | 1966—1970 |  |
| Премьер-министр                                          | Сирия                                          | Сирия                                        | Нуреддин Аль-Атаси                                                          | 1968—1970 | |  |
| Флаг Таиланда                                            | Таиланд                                        | Таиланд                                      | Король                                                                      | Рама IX (Пхумипон Адульядет) | 1946—2016 |  |
| Флаг Таиланда                                            | Таиланд                                        | Таиланд                                      | Премьер-министр                                                             | Таном Киттикачон | 1958 год , 1963—1973 |  |
|                                                          | Турция                                         | Турция                                       | Президент                                                                   | Джевдет Сунай | 1966—1973 |  |
| Премьер-министр                                          | Турция                                         | Турция                                       | Сулейман Демирель                                                           | 1965—1971 , 1975—1977 , 1977—1978 , 1979—1980 , 1991—1993                                                                                          | |  |
|                                                          | Филиппины                                      | Филиппины                                    | Президент                                                                   | Фердинанд Маркос | 1965—1986 |  |
|                                                          | Цейлон (доминион Великобритании)               | Цейлон (доминион Великобритании)             | Королева                                                                    | Елизавета II | 1952—1972 |  |
| Генерал-губернатор                                       | Цейлон (доминион Великобритании)               | Цейлон (доминион Великобритании)             | Уильям Гопаллава                                                            | 1962—1972 | |  |
| Премьер-министр                                          | Цейлон (доминион Великобритании)               | Цейлон (доминион Великобритании)             | Дадли Шелтон Сенанаяке                                                      | 1952—1953 , 1960 год , 1965—1970 | |  |
|                                                          | Южная Корея                                    | Южная Корея                                  | Президент                                                                   | Пак Чонхи | 1962—1979 |  |
| Премьер-министр                                          | Южная Корея                                    | Южная Корея                                  | Чон Иль Гвон                                                                | 1964—1970 | |  |
|                                                          | Япония                                         | Япония                                       | Император                                                                   | Хирохито (император Сёва) | 1926—1989 |  |
| Премьер-министр                                          | Япония                                         | Япония                                       | Эйсаку Сато                                                                 | 1964—1972 | |  |

## Африка
| Флаг                                                                   | Страна                                                                          | Страна                                                                          | Должность                                                | Имя                                                                    | Начало и конец срока         | Фото |
| ---------------------------------------------------------------------- | ------------------------------------------------------------------------------- | ------------------------------------------------------------------------------- | -------------------------------------------------------- | ---------------------------------------------------------------------- | ---------------------------- | ---- |
| Флаг Алжира                                                            | Алжир                                                                           | Алжир                                                                           | Председатель Революционного совета                       | Хуари Бумедьен                                                         | 1965—1976                    |      |
|                                                                        | Биафра                                                                          | Биафра                                                                          | Президент                                                | Чуквемека Одумегву-Оджукву                                             | 1967—1970                    |      |
| Флаг Ботсваны                                                          | Ботсвана                                                                        | Ботсвана                                                                        | Президент                                                | Серетсе Кхама                                                          | 1966—1980                    |      |
|                                                                        | Бурунди                                                                         | Бурунди                                                                         | Президент                                                | Мишель Мичомберо                                                       | 1966—1976                    |      |
| Премьер-министр                                                        | Бурунди                                                                         | Бурунди                                                                         | Мишель Мичомберо                                         | 1966—1972                                                              |                              |      |
|                                                                        | Верхняя Вольта                                                                  | Верхняя Вольта                                                                  | Президент                                                | Сангуле Ламизана                                                       | 1966—1980                    |      |
| Флаг Габона                                                            | Габон                                                                           | Габон                                                                           | Президент                                                | Омар Бонго                                                             | 1967—2009                    |      |
| Флаг Гамбии                                                            | Гамбия                                                                          | Гамбия                                                                          | Королева                                                 | Елизавета II                                                           | 1965—1970                    |      |
| Флаг Гамбии                                                            | Гамбия                                                                          | Гамбия                                                                          | Генерал-губернатор                                       | Фариманг Мамади Сингате                                                | 1966—1970                    |      |
| Флаг Гамбии                                                            | Гамбия                                                                          | Гамбия                                                                          | Премьер-министр                                          | Дауда Джавара                                                          | 1965—1970                    |      |
| Флаг Ганы                                                              | Гана                                                                            | Гана                                                                            | Президент                                                | Джозеф Артур Анкра Аквази Аманква Африфа                               | 1966—1969 1969—1970          |      |
| Флаг Ганы                                                              | Гана                                                                            | Гана                                                                            | Премьер-министр                                          | Кофи Абрефа Бусиа                                                      | 1969—1972                    |      |
| Флаг Гвинеи                                                            | Гвинея                                                                          | Гвинея                                                                          | Президент                                                | Ахмед Секу Туре                                                        | 1958—1984                    |      |
|                                                                        | Дагомея                                                                         | Дагомея                                                                         | Президент                                                | Эмиль Зинсу Морис Куаденте Поль-Эмиль де Соуза                         | 1968—1969 1969 год 1969—1970 |      |
|                                                                        | Замбия                                                                          | Замбия                                                                          | Президент                                                | Кеннет Каунда                                                          | 1964—1991                    |      |
|                                                                        | Камерун                                                                         | Камерун                                                                         | Президент                                                | Ахмаду Ахиджо                                                          | 1960—1982                    |      |
| Премьер-министр (Восточный Камерун)                                    | Камерун                                                                         | Камерун                                                                         | Симон-Пьер Тшунгуи                                       | 1965—1972                                                              |                              |      |
| Премьер-министр (Западный Камерун)                                     | Камерун                                                                         | Камерун                                                                         | Соломон Танденг Муна                                     | 1968—1972                                                              |                              |      |
| Флаг Кении                                                             | Кения                                                                           | Кения                                                                           | Президент                                                | Джомо Кениата                                                          | 1964—1978                    |      |
|                                                                        | Республика Конго C 31 декабря 1969 года — Народная Республика Конго             | Республика Конго C 31 декабря 1969 года — Народная Республика Конго             | Президент                                                | Альфред Рауль Мариан Нгуаби                                            | 1968—1969 1969—1977          |      |
| Премьер-министр                                                        | Республика Конго C 31 декабря 1969 года — Народная Республика Конго             | Республика Конго C 31 декабря 1969 года — Народная Республика Конго             | Альфред Рауль                                            | 1968—1969                                                              |                              |      |
|                                                                        | Демократическая Республика Конго                                                | Демократическая Республика Конго                                                | Президент                                                | Мобуту Сесе Секо                                                       | 1965—1997                    |      |
|                                                                        | Лесото                                                                          | Лесото                                                                          | Король                                                   | Мошвешве II                                                            | 1966—1990 , 1995—1996        |      |
| Премьер-министр                                                        | Лесото                                                                          | Лесото                                                                          | Джозеф Леабуа Джонатан                                   | 1966—1986                                                              |                              |      |
|                                                                        | Либерия                                                                         | Либерия                                                                         | Президент                                                | Уильям Табмен                                                          | 1944—1971                    |      |
|                                                                        | Ливия Королевство Ливия, с 1 сентября 1969 года — Ливийская Арабская Республика | Ливия Королевство Ливия, с 1 сентября 1969 года — Ливийская Арабская Республика | Король                                                   | Идрис I                                                                | 1951—1969                    |      |
| Председатель Совета революционного командования Ливии                  | Ливия Королевство Ливия, с 1 сентября 1969 года — Ливийская Арабская Республика | Ливия Королевство Ливия, с 1 сентября 1969 года — Ливийская Арабская Республика | Муаммар Каддафи                                          | 1969—1977                                                              |                              |      |
| Премьер-министр                                                        | Ливия Королевство Ливия, с 1 сентября 1969 года — Ливийская Арабская Республика | Ливия Королевство Ливия, с 1 сентября 1969 года — Ливийская Арабская Республика | Ванис аль-Каддафи Махмуд Сулейман аль-Магриби            | 1968—1969 1969—1970                                                    |                              |      |
| Флаг Маврикия                                                          | Маврикий                                                                        | Маврикий                                                                        | Королева                                                 | Елизавета II                                                           | 1968—1992                    |      |
| Флаг Маврикия                                                          | Маврикий                                                                        | Маврикий                                                                        | Генерал-губернатор                                       | Леонард Уильямс                                                        | 1968—1972                    |      |
| Флаг Маврикия                                                          | Маврикий                                                                        | Маврикий                                                                        | Премьер-министр                                          | Сивусагур Рамгулам                                                     | 1968—1982                    |      |
|                                                                        | Мавритания                                                                      | Мавритания                                                                      | Президент                                                | Моктар ульд Дадда                                                      | 1960—1978                    |      |
| Флаг Мадагаскара                                                       | Мадагаскар                                                                      | Мадагаскар                                                                      | Президент                                                | Филибер Циранана                                                       | 1959—1972                    |      |
|                                                                        | Малави                                                                          | Малави                                                                          | Президент                                                | Хастингс Банда                                                         | 1966—1994                    |      |
| Флаг Мали                                                              | Мали                                                                            | Мали                                                                            | Президент                                                | Муса Траоре                                                            | 1968—1991                    |      |
| Флаг Мали                                                              | Мали                                                                            | Мали                                                                            | Премьер-министр                                          | Йоро Диаките                                                           | 1968—1969                    |      |
| Флаг Марокко                                                           | Марокко                                                                         | Марокко                                                                         | Король                                                   | Хасан II                                                               | 1961—1999                    |      |
| Флаг Марокко                                                           | Марокко                                                                         | Марокко                                                                         | Премьер-министр                                          | Мохамед Бенхима Ахмед Лараки                                           | 1967—1969 1969—1971          |      |
| Флаг Нигера                                                            | Нигер                                                                           | Нигер                                                                           | Президент                                                | Амани Диори                                                            | 1960—1974                    |      |
| Флаг Нигерии                                                           | Нигерия                                                                         | Нигерия                                                                         | Президент                                                | Якубу Говон                                                            | 1966—1975                    |      |
|                                                                        | Объединённая Арабская Республика (Египет)                                       | Объединённая Арабская Республика (Египет)                                       | Президент                                                | Гамаль Абдель Насер                                                    | 1958—1970                    |      |
| Премьер-министр                                                        | Объединённая Арабская Республика (Египет)                                       | Объединённая Арабская Республика (Египет)                                       | 1958—1962 , 1967—1970                                    | Гамаль Абдель Насер                                                    |                              |      |
|                                                                        | Родезия Самопровозглашённое государство                                         | Родезия Самопровозглашённое государство                                         | Королева                                                 | Елизавета II (формально)                                               | 1965—1970                    |      |
| Офицер-администратор правительства                                     | Родезия Самопровозглашённое государство                                         | Родезия Самопровозглашённое государство                                         | Клиффорд Дюпон                                           | 1965—1970                                                              |                              |      |
| Премьер-министр                                                        | Родезия Самопровозглашённое государство                                         | Родезия Самопровозглашённое государство                                         | Ян Смит                                                  | 1965—1979                                                              |                              |      |
|                                                                        | Руанда                                                                          | Руанда                                                                          | Президент                                                | Грегуар Кайибанда                                                      | 1961—1973                    |      |
|                                                                        | Салум (с 1960 года протекторат Сенегала)                                        | Салум (с 1960 года протекторат Сенегала)                                        | маад                                                     | Фоде Но Гуйе Диуф                                                      | 1935—1969                    |      |
| В 1969 году королевство упразднено, территория вошла в состав Сенегала | Салум (с 1960 года протекторат Сенегала)                                        | Салум (с 1960 года протекторат Сенегала)                                        |                                                          |                                                                        |                              |      |
|                                                                        | Свазиленд                                                                       | Свазиленд                                                                       | Король                                                   | Собуза II                                                              | 1899—1982                    |      |
| Премьер-министр                                                        | Свазиленд                                                                       | Свазиленд                                                                       | Макосини Дламини                                         | 1967—1976                                                              |                              |      |
| Флаг Сенегала                                                          | Сенегал                                                                         | Сенегал                                                                         | Президент                                                | Леопольд Седар Сенгор                                                  | 1960—1980                    |      |
| Флаг Сомали                                                            | Сомали                                                                          | Сомали                                                                          | Президент                                                | Абдирашид Али Шермарк Моктар Мохамед Хусейн (и. о.) Мохамед Сиад Барре | 1967—1969 1969 год 1969—1991 |      |
| Флаг Сомали                                                            | Сомали                                                                          | Сомали                                                                          | Премьер-министр                                          | Мохамед Хаджи Эгаль Мохамед Фарах Салад                                | 1967—1969 1969—1970          |      |
|                                                                        | Судан                                                                           | Судан                                                                           | Председатель Верховного государственного совета          | Исмаил аль-Азхари                                                      | 1965—1969                    |      |
| Председатель Революционного совета                                     | Судан                                                                           | Судан                                                                           | Джафар Мухаммед Нимейри                                  | 1969—1971                                                              |                              |      |
| Премьер-министр                                                        | Судан                                                                           | Судан                                                                           | Мухаммад Махгуб Бабикер Авадалла Джафар Мухаммед Нимейри | (1965—1966 , 1967—1969) 1969 год (1969—1971 , 1971—1976 , 1977—1985    |                              |      |
| Флаг Сьерра-Леоне                                                      | Сьерра-Леоне                                                                    | Сьерра-Леоне                                                                    | Королева                                                 | Елизавета II                                                           | 1961—1971                    |      |
| Флаг Сьерра-Леоне                                                      | Сьерра-Леоне                                                                    | Сьерра-Леоне                                                                    | Генерал-губернатор                                       | Банджа Теджан-Си                                                       | 1968—1971                    |      |
| Флаг Сьерра-Леоне                                                      | Сьерра-Леоне                                                                    | Сьерра-Леоне                                                                    | Премьер-министр                                          | Сиака Стивенс                                                          | 1967 год , 1968—1971         |      |
| Флаг Танзании                                                          | Танзания                                                                        | Танзания                                                                        | Президент                                                | Джулиус Ньерере                                                        | 1964—1985                    |      |
| Флаг Того                                                              | Того                                                                            | Того                                                                            | Президент                                                | Гнассингбе Эйадема                                                     | 1967—2005                    |      |
|                                                                        | Тунис                                                                           | Тунис                                                                           | Президент                                                | Хабиб Бургиба                                                          | 1957—1987                    |      |
| Флаг Уганды                                                            | Уганда                                                                          | Уганда                                                                          | Президент                                                | Милтон Оботе                                                           | 1966—1971 , 1980—1985        |      |
|                                                                        | Центральноафриканская Республика                                                | Центральноафриканская Республика                                                | Президент                                                | Жан Бедель Бокасса                                                     | 1966—1976                    |      |
| Флаг Чада                                                              | Чад                                                                             | Чад                                                                             | Президент                                                | Франсуа Томбалбай                                                      | 1960—1975                    |      |
| Флаг Чада                                                              | Чад                                                                             | Чад                                                                             | Премьер-министр                                          | Франсуа Томбалбай                                                      | 1959—1975                    |      |
|                                                                        | Экваториальная Гвинея                                                           | Экваториальная Гвинея                                                           | Президент                                                | Франсиско Масиас Нгема                                                 | 1968—1979                    |      |
|                                                                        | Эфиопия                                                                         | Эфиопия                                                                         | Император                                                | Хайле Селассие                                                         | 1930—1936 , 1941—1974        |      |
| Премьер-министр                                                        | Эфиопия                                                                         | Эфиопия                                                                         | Аклилу Хабте Вольде                                      | 1961—1974                                                              |                              |      |
|                                                                        | Южно-Африканская Республика                                                     | Южно-Африканская Республика                                                     | Государственный президент                                | Якобус Йоханнес Фуше                                                   | 1968—1975                    |      |
| Премьер-министр                                                        | Южно-Африканская Республика                                                     | Южно-Африканская Республика                                                     | Балтазар Форстер                                         | 1966—1978                                                              |                              |      |

## Европа
| Флаг                                           | Страна                                    | Страна                                    | Должность                                                            | Имя                                                                                                   | Начало и конец срока              | Фото |
| ---------------------------------------------- | ----------------------------------------- | ----------------------------------------- | -------------------------------------------------------------------- | --- | --------------------------------- | ---- |
| Флаг Австрии                                   | Австрия                                   | Австрия                                   | Федеральный президент                                                | Франц Йонас                                                                                           | 1965—1974                         |      |
| Флаг Австрии                                   | Австрия                                   | Австрия                                   | Федеральный канцлер                                                  | Йозеф Клаус                                                                                           | 1964—1970                         |      |
|                                                | Албания                                   | Албания                                   | Первый секретарь Центрального Комитета                               | Энвер Ходжа                                                                                           | 1941—1985                         |      |
| Председатель Президиума Народного собрания     | Албания                                   | Албания                                   | Хаджи Леши                                                           | 1953—1982                                                                                             |                                   |      |
| Председатель Совета министров                  | Албания                                   | Албания                                   | Мехмет Шеху                                                          | 1954—1981                                                                                             |                                   |      |
| Флаг Андорры                                   | Андорра                                   | Андорра                                   | Соправители                                                          | Шарль Де Голль Жорж Помпиду Президент Французской Республики                                          | 1959—1969 1969—1974               |      |
| Флаг Андорры                                   | Андорра                                   | Андорра                                   | Соправители                                                          | Рамон Иглеисас-и-Навори Рамон Малья Каль Епископ Урхельский                                           | 1943—1969 1969—1971               |      |
| Флаг Бельгии                                   | Бельгия                                   | Бельгия                                   | Король                                                               | Бодуэн                                                                                                | 1951—1993                         |      |
| Флаг Бельгии                                   | Бельгия                                   | Бельгия                                   | Премьер-министр                                                      | Гастон Эйскенс                                                                                        | 1949—1950 , 1958—1961 , 1968—1973 |      |
|                                                | Народная Республика Болгария              | Народная Республика Болгария              | Генеральный (Первый) секретарь ЦК Болгарской коммунистической партии | Тодор Живков                                                                                          | 1954—1989                         |      |
| Председатель Совета министров                  | Народная Республика Болгария              | Народная Республика Болгария              | 1962—1971                                                            | Тодор Живков                                                                                          |                                   |      |
| Председатель Президиума Народного собрания     | Народная Республика Болгария              | Народная Республика Болгария              | Георгий Трайков                                                      | 1964—1971                                                                                             |                                   |      |
| Флаг Ватикана                                  | Ватикан                                   | Ватикан                                   | Папа                                                                 | Павел VI                                                                                              | 1963—1978                         |      |
| Флаг Ватикана                                  | Ватикан                                   | Ватикан                                   | Государственный секретарь                                            | кардинал Амлето Джованни Чиконьяни кардинал Жан-Мари Вийо                                             | 1961—1969 1969—1979               |      |
|                                                | Великобритания                            | Великобритания                            | Королева                                                             | Елизавета II                                                                                          | 1952—2022                         |      |
| Премьер-министр                                | Великобритания                            | Великобритания                            | Гарольд Вильсон                                                      | 1964—1970 , 1974—1976                                                                                 |                                   |      |
| Флаг Венгрии                                   | Венгерская Народная Республика            | Венгерская Народная Республика            | Генеральный секретарь ЦК Венгерской социалистической рабочей партии  | Янош Кадар                                                                                            | 1956—1988                         |      |
| Флаг Венгрии                                   | Венгерская Народная Республика            | Венгерская Народная Республика            | Председатель Президиума Венгерской Народной Республики               | Пал Лошонци                                                                                           | 1967—1987                         |      |
| Флаг Венгрии                                   | Венгерская Народная Республика            | Венгерская Народная Республика            | Председатель Совета министров                                        | Йенё Фок                                                                                              | 1967—1975                         |      |
|                                                | Германская Демократическая Республика     | Германская Демократическая Республика     | Генеральный секретарь ЦК Социалистической единой партия Германии     | Вальтер Ульбрихт                                                                                      | 1950—1971                         |      |
| Председатель Государственного совета           | Германская Демократическая Республика     | Германская Демократическая Республика     | 1960—1973                                                            | Вальтер Ульбрихт                                                                                      |                                   |      |
| Председатель Совета министров                  | Германская Демократическая Республика     | Германская Демократическая Республика     | Вилли Штоф                                                           | 1964—1973 , 1976—1989                                                                                 |                                   |      |
|                                                | Греция                                    | Греция                                    | Король                                                               | Константин II Георгиос Дзойтакис (регент)                                                             | 1964—1974 1967—1972               |      |
| Премьер-министр                                | Греция                                    | Греция                                    | Георгиос Пападопулоc                                                 | 1967—1973                                                                                             |                                   |      |
| Флаг Дании                                     | Дания                                     | Дания                                     | Король                                                               | Фредерик IX                                                                                           | 1947—1972                         |      |
| Флаг Дании                                     | Дания                                     | Дания                                     | Премьер-министр                                                      | Хилмар Баунсгор                                                                                       | 1968—1971                         |      |
| Флаг Ирландии                                  | Ирландия                                  | Ирландия                                  | Президент                                                            | Имон де Валера                                                                                        | 1959—1973                         |      |
| Флаг Ирландии                                  | Ирландия                                  | Ирландия                                  | Премьер-министр (тишек)                                              | Джон Линч                                                                                             | 1966—1973 , 1977—1979             |      |
| Флаг Исландии                                  | Исландия                                  | Исландия                                  | Президент                                                            | Кристьяун Эльдьяудн                                                                                   | 1968—1980                         |      |
| Флаг Исландии                                  | Исландия                                  | Исландия                                  | Премьер-министр                                                      | Бьярни Бенедиктссон                                                                                   | 1961 год , 1963—1970              |      |
|                                                | Испания                                   | Испания                                   | Каудильо                                                             | Франсиско Франко                                                                                      | 1936—1975                         |      |
| Премьер-министр                                | Испания                                   | Испания                                   | 1938—1973                                                            | Франсиско Франко                                                                                      |                                   |      |
|                                                | Италия                                    | Италия                                    | Президент                                                            | Джузеппе Сарагат                                                                                      | 1964—1971                         |      |
| Премьер-министр                                | Италия                                    | Италия                                    | Мариано Румор                                                        | 1968—1970 , 1973—1974                                                                                 |                                   |      |
|                                                | Лихтенштейн                               | Лихтенштейн                               | Князь                                                                | Франц Иосиф II                                                                                        | 1938—1989                         |      |
| Премьер-министр                                | Лихтенштейн                               | Лихтенштейн                               | Герард Батлинерд                                                     | 1962—1970                                                                                             |                                   |      |
| Флаг Люксембурга                               | Люксембург                                | Люксембург                                | Великий герцог                                                       | Жан                                                                                                   | 1964—2000                         |      |
| Флаг Люксембурга                               | Люксембург                                | Люксембург                                | Премьер-министр                                                      | Пьер Вернер                                                                                           | 1959—1974 , 1979—1984             |      |
| Флаг Мальты                                    | Мальта                                    | Мальта                                    | Королева                                                             | Елизавета II                                                                                          | 1964 год — 1974 год               |      |
| Флаг Мальты                                    | Мальта                                    | Мальта                                    | Генерал-губернатор                                                   | Морис Дорман                                                                                          | 1964—1971                         |      |
| Флаг Мальты                                    | Мальта                                    | Мальта                                    | Премьер-министр                                                      | Джордж Борг Оливер                                                                                    | 1964—1971                         |      |
| Флаг Монако                                    | Монако                                    | Монако                                    | Князь                                                                | Ренье III                                                                                             | 1949—2005                         |      |
| Флаг Монако                                    | Монако                                    | Монако                                    | Премьер-министр                                                      | Поль Деманж Франсуа-Дидье Греш                                                                        | 1966—1969 1969—1972               |      |
| Флаг Нидерландов                               | Нидерланды                                | Нидерланды                                | Королева                                                             | Юлиана                                                                                                | 1948—1980                         |      |
| Флаг Нидерландов                               | Нидерланды                                | Нидерланды                                | Премьер-министр                                                      | Пит Де Йонгт                                                                                          | 1967—1971                         |      |
| Флаг Норвегии                                  | Норвегия                                  | Норвегия                                  | Король                                                               | Улаф V                                                                                                | 1957—1991                         |      |
| Флаг Норвегии                                  | Норвегия                                  | Норвегия                                  | Премьер-министр                                                      | Пер Бортен                                                                                            | 1965—1971                         |      |
| Флаг Польши                                    | Польская Народная Республика              | Польская Народная Республика              | Председатель ЦК Польской объединенной рабочей партии                 | Владислав Гомулка                                                                                     | 1956—1970                         |      |
| Флаг Польши                                    | Польская Народная Республика              | Польская Народная Республика              | Председатель Государственного совета                                 | Мариан Спыхальский                                                                                    | 1968—1970                         |      |
| Флаг Польши                                    | Польская Народная Республика              | Польская Народная Республика              | Председатель Совета министров                                        | Юзеф Циранкевич                                                                                       | 1954—1970                         |      |
|                                                | Португалия                                | Португалия                                | Президент                                                            | Америку де Деуш Томаш                                                                                 | 1958—1974                         |      |
| Премьер-министр                                | Португалия                                | Португалия                                | Марселу Каэтану                                                      | 1968—1974                                                                                             |                                   |      |
|                                                | Социалистическая Республика Румыния       | Социалистическая Республика Румыния       | Генеральный (первый) секретарь ЦК Румынской коммунистической партии  | Николае Чаушеску                                                                                      | 1965—1989                         |      |
| Председатель Государственного Совета           | Социалистическая Республика Румыния       | Социалистическая Республика Румыния       | 1965—1967 1967—1974                                                  | Николае Чаушеску                                                                                      |                                   |      |
| Премьер-министр                                | Социалистическая Республика Румыния       | Социалистическая Республика Румыния       | Ион Георге Маурер                                                    | 1961—1974                                                                                             |                                   |      |
| Флаг Сан-Марино                                | Сан-Марино                                | Сан-Марино                                | Капитаны-регенты                                                     | Пьетро Джанчекки и Альдо Дзаволи Ферруччо Пива и Стелло Монтирони Альваро Касали и Джан-Карло Гиронци | 1968—1969 1969 год 1969—1970      |      |
|                                                | Союз Советских Социалистических Республик | Союз Советских Социалистических Республик | Первый секретарь ЦК КПСС                                             | Леонид Брежнев                                                                                        | 1964—1982                         |      |
| Председатель Совета министров                  | Союз Советских Социалистических Республик | Союз Советских Социалистических Республик | Алексей Косыгин                                                      | 1964—1980                                                                                             |                                   |      |
| Председатель Президиума Верховного Совета СССР | Союз Советских Социалистических Республик | Союз Советских Социалистических Республик | Николай Подгорный                                                    | 1965—1977                                                                                             |                                   |      |
|                                                | Федеративная Республика Германии          | Федеративная Республика Германии          | Федеральный президент                                                | Генрих Любке Густав Хайнеман                                                                          | 1959—1969 1969—1974               |      |
| Федеральный канцлер                            | Федеративная Республика Германии          | Федеративная Республика Германии          | Курт Георг Кизингер Вилли Брандт                                     | 1966—1969 1969—1974                                                                                   |                                   |      |
|                                                | Финляндия                                 | Финляндия                                 | Президент                                                            | Урхо Калева Кекконен                                                                                  | 1956—1982                         |      |
| Премьер-министр                                | Финляндия                                 | Финляндия                                 | Мауно Койвисто                                                       | 1968—1970                                                                                             |                                   |      |
|                                                | Франция                                   | Франция                                   | Президент                                                            | Шарль Де Голль Жорж Помпиду                                                                           | 1959—1969 1969—1974               |      |
| Премьер-министр                                | Франция                                   | Франция                                   | Морис Кув де Мюрвиль Жак Шабан-Дельмас                               | 1968—1969 1969—1972                                                                                   |                                   |      |
|                                                | Чехословацкая Социалистическая Республика | Чехословацкая Социалистическая Республика | Генеральный секретарь ЦК Коммунистической партии Чехословакии        | Александр Дубчек Густав Гусак                                                                         | 1968—1969 1969—1987               |      |
| Президент                                      | Чехословацкая Социалистическая Республика | Чехословацкая Социалистическая Республика | Людвик Свобода                                                       | 1968—1975                                                                                             |                                   |      |
| Премьер-министр                                | Чехословацкая Социалистическая Республика | Чехословацкая Социалистическая Республика | Олдржих Черник                                                       | 1968—1970                                                                                             |                                   |      |
| Флаг Швейцарии                                 | Швейцария                                 | Швейцария                                 | Президент                                                            | Людвиг фон Моос                                                                                       | 1964 год , 1969 год               |      |
|                                                | Швеция                                    | Швеция                                    | Король                                                               | Густав VI Адольф                                                                                      | 1950—1973                         |      |
| Премьер-министр                                | Швеция                                    | Швеция                                    | Таге Фритьоф Эрландер Улоф Пальме                                    | 1946—1969 (1969—1976 , 1982—1986)                                                                     |                                   |      |
|                                                | Югославия                                 | Югославия                                 | Председатель Президиума ЦК Союза коммунистов Югославии               | Иосип Броз Тито                                                                                       | 1945—1980                         |      |
| Президент                                      | Югославия                                 | Югославия                                 | 1953—1980                                                            | Иосип Броз Тито                                                                                       |                                   |      |
| Председатель Союзного исполнительного веча     | Югославия                                 | Югославия                                 | Мика Шпиляк Митя Рибичич                                             | 1967—1969 1969—1971                                                                                   |                                   |      |

## Океания
| Флаг                | Страна                                                                        | Должность          | Имя                                 | Начало и конец срока  | Фото |
| ------------------- | ----------------------------------------------------------------------------- | ------------------ | ----------------------------------- | --------------------- | ---- |
| Флаг Австралии      | Австралия                                                                     | Королева           | Елизавета II                        | 1952—2022             |      |
| Флаг Австралии      | Австралия                                                                     | Генерал-губернатор | Ричард Кейси Пол Хэзлак             | 1965—1969 1969—1974   |      |
| Флаг Австралии      | Австралия                                                                     | Премьер-министр    | Джон Гортон                         | 1968—1971             |      |
| Флаг Науру          | Науру                                                                         | Президент          | Хаммер Деробурт                     | 1968—1976             |      |
| Флаг Новой Зеландии | Новая Зеландия                                                                | Королева           | Елизавета II                        | 1952—2022             |      |
| Флаг Новой Зеландии | Новая Зеландия                                                                | Генерал-губернатор | Артур Порритт                       | 1967—1972             |      |
| Флаг Новой Зеландии | Новая Зеландия                                                                | Премьер-министр    | Кит Холиок                          | 1957 год , 1960—1972  |      |
| Флаг островов Кука  | Острова Кука (государственное образование, ассоциированное с Новой Зеландией) | Премьер-министр    | Альберт Генри                       | 1965—1978             |      |
| Флаг Самоа          | Западное Самоа                                                                | О ле Ао О ле Мало  | Малиетоа Танумафили II Сусуга       | 1962—2007             |      |
| Флаг Самоа          | Западное Самоа                                                                | Премьер            | Фиаме Матаʻафа Фаумуина Мулинуʻу II | 1962—1970 , 1973—1975 |      |
| Флаг Тонги          | Тонга (протекторат Великобритании)                                            | Король             | Тауфа’ахау Тупоу IV                 | 1965—2006             |      |
| Флаг Тонги          | Тонга (протекторат Великобритании)                                            | Премьер            | Фатафехи Туипелехаке                | 1965—1991             |      |

## Северная и Центральная Америка
| Флаг                          | Страна                    | Должность                                         | Имя                          | Начало и конец срока              | Фото |
| ----------------------------- | ------------------------- | ------------------------------------------------- | ---------------------------- | --------------------------------- | ---- |
| Флаг Барбадоса                | Барбадос                  | Королева                                          | Елизавета II                 | 1966—2021                         |      |
| Флаг Барбадоса                | Барбадос                  | Генерал-губернатор                                | Арли Уинстон Скотт           | 1967—1976                         |      |
| Флаг Барбадоса                | Барбадос                  | Премьер-министр                                   | Эррол Бэрроу                 | 1966—1976 , 1986—1987             |      |
|                               | Гаити                     | Президент                                         | Франсуа Дювалье              | 1957—1971                         |      |
| Флаг Гватемалы                | Гватемала                 | Президент                                         | Хулио Мендес Монтенегро      | 1966—1970                         |      |
| Флаг Гондураса                | Гондурас                  | Президент                                         | Освальдо Лопес Арельяно      | 1963—1971 , 1972—1975             |      |
| Флаг Доминиканской Республики | Доминиканская Республика  | Президент                                         | Хоакин Балагер               | 1960—1962 , 1966—1978 , 1986—1996 |      |
| Флаг Канады                   | Канада                    | Королева                                          | Елизавета II                 | 1952—2022                         |      |
| Флаг Канады                   | Канада                    | Генерал-губернатор                                | Роланд Миченер               | 1967—1972                         |      |
| Флаг Канады                   | Канада                    | Премьер-министр                                   | Пьер Трюдо                   | 1968—1979 , 1980—1984             |      |
|                               | Коста-Рика                | Президент                                         | Хосе Трехос Фернандес        | 1966—1970                         |      |
|                               | Куба                      | Премьер-министр                                   | Фидель Кастро                | 1965—2011                         |      |
| Премьер-министр               | Куба                      | 1959—2008                                         | Фидель Кастро                |                                   |      |
| Президент                     | Куба                      | Освальд Дортикос Торрадо                          | 1959—1976                    |                                   |      |
| Флаг Мексики                  | Мексика                   | Президент                                         | Густаво Диас Ордас           | 1964—1970                         |      |
|                               | Никарагуа                 | Президент                                         | Анастасио Сомоса Дебайле     | 1967—1972 , 1974—1979             |      |
|                               | Панама                    | Верховный лидер панамской революции               | Омар Торрихос                | 1969—1981                         |      |
| Президент                     | Панама                    | Хосе Мария Пинилья Фабрега Деметрио Басилио Лакас | 1968—1969 1969—1978          |                                   |      |
| Флаг Сальвадора               | Сальвадор                 | Президент                                         | Фидель Санчес Эрнандес       | 1967—1972                         |      |
| Флаг США                      | Соединённые Штаты Америки | Президент                                         | Линдон Джонсон Ричард Никсон | 1963—1969 1969—1974               |      |
| Флаг Тринидада и Тобаго       | Тринидад и Тобаго         | Королева                                          | Елизавета II                 | 1962 год — 1976 год               |      |
| Флаг Тринидада и Тобаго       | Тринидад и Тобаго         | Генерал-губернатор                                | Соломон Хочой                | 1962—1972                         |      |
| Флаг Тринидада и Тобаго       | Тринидад и Тобаго         | Премьер-министр                                   | Эрик Уильямс                 | 1962—1981                         |      |
| Флаг Ямайки                   | Ямайка                    | Королева                                          | Елизавета II                 | 1962—2022                         |      |
| Флаг Ямайки                   | Ямайка                    | Генерал-губернатор                                | Клиффорд Кэмпбеллд           | 1962—1973                         |      |
| Флаг Ямайки                   | Ямайка                    | Премьер-министр                                   | Хью Ширер                    | 1967—1972                         |      |

## Южная Америка
| Флаг           | Страна    | Должность                     | Имя                                                                       | Начало и конец срока                                      | Фото |
| -------------- | --------- | ----------------------------- | ------------------------------------------------------------------------- | --------------------------------------------------------- | ---- |
| Флаг Аргентины | Аргентина | Президент                     | Хуан Карлос Онганиа                                                       | 1966—1970                                                 |      |
| Флаг Боливии   | Боливия   | Президент                     | Рене Баррьентос Ортуньо Луис Адольфо Силес Салинас Альфредо Овандо Кандиа | 1966—1969 1969 год (1966 год , 1969—1970)                 |      |
|                | Бразилия  | Президент                     | Артур да Коста-и-Силва Военная хунта Эмилиу Гаррастазу Медиси             | 1967—1969 1969 год 1969—1974                              |      |
|                | Венесуэла | Президент                     | Рауль Леони Рафаэль Кальдера                                              | 1964—1969 (1969—1974 , 1994—1999)                         |      |
| Флаг Гайаны    | Гайана    | Королева                      | Елизавета II                                                              | 1962 год — 1970 год                                       |      |
| Флаг Гайаны    | Гайана    | Генерал-губернатор            | Дэвид Роуз Эдвард Лакху                                                   | 1966—1969 1969—1970                                       |      |
| Флаг Гайаны    | Гайана    | Премьер-министр               | Форбс Бёрнхем                                                             | 1966—1980                                                 |      |
| Флаг Колумбии  | Колумбия  | Президент                     | Карлос Льерас Рестрепо                                                    | 1966—1970                                                 |      |
|                | Парагвай  | Президент                     | Альфредо Стресснер                                                        | 1954—1989                                                 |      |
| Флаг Перу      | Перу      | Президент                     | Хуан Веласко Альварадо                                                    | 1968—1975                                                 |      |
| Флаг Перу      | Перу      | Председатель Совета министров | Эрнесто Монтанье Санчес                                                   | 1968—1973                                                 |      |
| Флаг Уругвая   | Уругвай   | Президент                     | Хорхе Пачеко Ареко                                                        | 1967—1972                                                 |      |
| Флаг Чили      | Чили      | Президент                     | Эдуардо Фрей Монтальва                                                    | 1964—1970                                                 |      |
| Флаг Эквадора  | Эквадор   | Президент                     | Хосе Мария Веласко Ибарра                                                 | 1934—1935 , 1944—1947 , 1952—1956 , 1960—1961 , 1968—1972 |      |

## Комментарии
1. ↑  Назначен вице-президентом. В 1975 году стал президентом страны.
2. ↑  Военный, генерал, заместитель премьер-министра. Командовал 21-й дивизией, 3-м корпусом, был начальником Объединённого генерального штаба. Участник переворотов 1963 и 1964 годов, после очередного из них был выслан на дипломатическую работу. Был послом в США, в Южной Корее, на Тайване. В 1968—1969 годах министр внутренних дел.
3. ↑  24 августа 1969 года тяжело заболел, 28 августа произошло ухудшение сердечной деятельности. Скончался утром 2 сентября 1969 года в президентском бункере в Ханое в возрасте 79 лет. Хотя врачи военного госпиталя № 108 констатировали смерть в 09:47 2 сентября, официально было объявлено, что он умер 3 сентября. 29 ноября 1969 года, вопреки завещанию, было принято решение похоронить Хо Ши Мина в мавзолее на площади Бадинь, который был открыт 29 августа 1975 года.
4. ↑  Первый секретарь ЦК ПТВ с 10 сентября 1960 года. Из дворянской семьи, с 1928 года в революционной деятельности, неоднократно отбывал тюремное заключение. С 1939 года член Постоянного комитета ЦК Коммунистической партии Индокитая. После Августовской революции 1945 года был направлен в Южный Вьетнам. С 1951 года член Политбюро, секретарь ЦК ПТВ. После смерти Хо Ши Мина стал единственным лидером партии.
5. ↑  Вице-президент с 1960 года. Из крестьян, в 1906-09 учился в Дальневосточном институте промышленности в Сайгоне, работал на заводе. В Первую мировую войну служил на французском флоте, в 1919 году участвовал в восстании на крейсере «Вальдек-Руссо» в Чёрном море. После демобилизации работал в Париже на заводах «Рено». В 1927 году, после возвращения на родину, примкнул к революционному движению. В 1930 году вступил в Коммунистическую партию Индокитая. В том же году приговорён к 20 годам каторги за участие в политическом убийстве. Освобождён в период Августовской революции 1945 года, был одним из руководителей сопротивления на юге страны. С 1947 года член ЦК КПВ, с 1955 года Председатель Президиума ЦК Отечественного фронта. В 1955—1960 годах Председатель Постоянного комитета Национального собрания ДРВ.
6. ↑  Скоропостижно скончался от инфаркта 26 февраля 1969 года в Иерусалиме в возрасте 73 лет .
7. ↑  Заместитель премьер-министра, министр абсорбции. Военный, генерал-майор, с 1936 года служил в Армии обороны Израиля, командовал Южным фронтом в конце Арабо-израильской войны 1948 года. Депутат Кнессета с 1955 года, в 1961-68 министр труда. Исполнял обязанности премьер-министра. Был министром иностранных дел в 1974-77 годах. Скончался в 1980 году в Гиносаре возрасте 69 лет.
8. ↑  Генеральный секретарь правящей партии МАПАЙ. Родилась в Киеве, в 1906 году эмигрировала в США, в 1921 году переехала в Палестину. Один из лидеров сионистского движения. В 1948-49 годах посол Израиля в СССР, с 1949 года министр труда, депутат Кнессета. В 1958—1966 году министр иностранных дел. Ушла в отставку по состоянию здоровья, но затем вернулась в политику чтобы поддержать Леви Эшколя.
9. ↑  Скоропостижно скончался 3 мая 1969 года в Дели в возрасте 72 лет.
10. ↑  Вице-президент с 1967 года. 11 июля руководство Индийского национального конгресса решило, что президентом должен стать Беспартийный Нилам Санджива Редди, однако Индира Ганди настаивала на кандидатуре Гири. 20 июля тот ушёл в отставку в связи с выдвижением своей кандидатуры и 16 августа был избран президентом, победив председателя Палаты депутатов Нилама Санджива Редди.
11. ↑  Юрист, получил образование в Индии и Дублинском университете. Работал в Высшем суде Мадраса, но в 1922 году возглавил Всеиндийскую федерацию железнодорожных рабочих. С 1926 года Президент Всеиндийского конгресса профсоюзов, с 1935 года депутат Законодательного собрания Индии. С 1937 года занимал министерские пост в ряде штатов . После получения независимости в 1947 году был послом на Цейлоне, в 1952-54 годах министр труда Индии, затем губернатор ряда штатов.
12. ↑  Председатель Верховного суда с 1968 года, исполняющий обязанности президента. Получил образование в Индии и Великобритании, адвокат, экономист. С 1971 года главный судья штата Химачал-Прадеш, вице-президент Индии в 1977-82 годах Скончался в 1992 году в Бомбее в возрасте 86 лет.
13. ↑  Министр иностранных дел с 1968 года. Поэт, автор гимна страны. С 1942 года на дипломатической службе, был представителем в ООН, послом в США, Великобритании, Египте, Ливане.
14. ↑  25 января подавил попытку переворота.
15. ↑  Исполнял обязанности премьер-министра.
16. ↑  Посол в США. Юрист, возглавлял правительство в 1967 году. В 1970 году вновь возглавил правительство.
17. ↑  Инженер по образованию, сформировал правительство умеренного толка, предназначенное решать проблемы экономического возрождения.
18. ↑  19 июня 1969 года снял с поста министра внутренних дел Мухаммеда Хейтама, но это решение было опротестовано Генеральным руководством Национального фронта. Подал в отставку, после чего власть перешла к левому крылу Национального фронта. Арестован, затем переведён под домашний арест. Освобождён, жил как частное лицо в Адене. Скончался в 1981 году в возрасте 61 года.
19. ↑  Член Генерального руководства Национального фронта. Из крестьян, получил образование в Алене, преподавал в школе. С 1963 года участвовал в вооружённой борьбе за освобождение Юга Йемена, один из организаторов захвата района Кратер в Адене 20 июня 1967 года.
20. ↑  Пост учреждён. Один из руководителей вооружённой борьбы за освобождение Юга Йемена. Зять Президента Кахтана аш-Шааби. Окончил институт Айн-Шамс в Каире, бакалавр экономики, работал в министерстве торговли Адена, затем перешёл на нелегальное положение. После получения страной независимости был министром торговли, затем министром иностранных дел. Смещён решением Генерального руководства НФ, помещён под домашний арест, затем отправлен в тюрьму. Расстрелян 2 апреля 1970 года в Адене в возрасте ок. 35 лет.
21. ↑  Министр внутренних дел с 1967 года, член генерального руководства Национального фронта. Из крестьян, получил образование в Адене, преподавал в школе. С 1963 года член Народного фронта освобождения Юга Йемена, руководитель партизанской войны в районе Дейтана.
22. ↑  В 1974 году отказался от формирования очередного правительства. Скончался в 1986 году в Бейруте в возрасте 86 лет от последствий болезни Альцгеймера.
23. ↑  Военный, фельдмаршал. В условиях политического кризиса 17 февраля отменил чрезвычайное положение, начал диалог с оппозицией, а 21 февраля объявил о своём отказа баллотироваться на очередной срок. 13 марта заявил о возврате к парламентской системе, но утром 25 марта армия взяла под контроль крупные города, а вечером Айюб Хан выступил по радио с заявлением об отставке. Было объявлено, что ему предоставлен трёхмесячный отпуск. Пятилетний срок президентских полномочий завершался в 1970 году. Скончался в 1974 году в Исламабаде возрасте 66 лет.
24. ↑  Военный, полный генерал, главнокомандующий армией с 1966 года. Окончил Пенджабский университет и Военную академию в Дехрадуне. В период Второй мировой служил в британских войсках в Северной Африке и Италии. В 1947 году подполковник пакистанской армии. С 1951 года командир бригады, с 1957 начальник Генерального штаба армии, генерал-майор. Исполнял обязанности президента с 25 марта, ввёл военное положение и отменил Конституцию 1962 года. С 31 марта президент и Главный военный администратор Пакистана.
25. ↑  Военный, генерал-лейтенант, председатель Национального совета освобождения. Подал в отставку после того, как был уличён во взяточничестве. Уволен из армии, жил как частное лицо. Скончался в 1992 году в возрасте 77 лет.
26. ↑  Военный, бригадный генерал, член НСО, комиссар финансов с 1967 года. Принял власть после отставки Д.Анкры. Провёл всеобщие выборы и передал власть гражданскому правительству. С 1 сентября 1969 года Председатель Президентской комиссии Ганы. Служил в британской армии, командовал стрелковой ротой в Конго, пехотным батальоном в Гане, затем на штабной работе. Один из организаторов переворота 1966 года.
27. ↑  Пост учреждён. Получил образование в Великобритании, педагог, профессор социологии. С 1951 года член Законодательного совета колонии. В 1957 году основал Объединённую партию, ставшую в оппозицию президенту Кваме Нкруме. В 1959 году был дисквалифицирован как депутат и эмигрировал, преподавал в университетах Европы. После свержения Нкрумы в 1966 году вернулся в Гану, занимал посты в системе Национального совета освобождения, был председателем Политического комитета НСО. В мае 1969 года основал Партию прогресса, которая победила на выборах 29 августа 1969 года.
28. ↑  Свергнут начальником штаба армии Морисом Куандете 10 декабря 1969 года. Во время переворота ранен, помещён под домашний арест, через несколько дней освобождён. После переворота 1972 года жил в эмиграции, участвовал в попытке переворота 1977 года. В 1990 году вернулся в страну, вошёл в состав Консультативного совета.
29. ↑  Начальник штаба армии, подполковник. Совершил переворот после того, как президент Зинсу принял решение о его смещении и сокращении армии. Не был поддержан частью командования и уступил власть, войдя в состав Директории. В дальнейшем был заместителем секретаря по национальной обороне. Скончался в 2003 году в возрасте 70 лет.
30. ↑  Военный, полковник. Назначен в результате компромисса между группировками в вооружённых силах. Служил в дагомейской армии, в 1966 году был заместителем председателя Комитета национальной реконструкции. Директор по военным вопросам при правительстве Э.Зинсу. Во время переворота 10 декабря был помещён под домашний арест.
31. ↑  Военный, генерал. Передал власть председателю Национального совета революции М. Нгуаби. В дальнейшем был послом в Бельгии, Египте, директором Национального банка развития Конго. Скончался в 1999 году во Франции в возрасте 60 лет.
32. ↑  Военный, майор. Председатель Национального совета революции. С 31 декабря 1969 года Председатель ЦК Конголезской партии труда.
33. ↑  Пост упразднён 1 января 1969 года (до 1973 года).
34. ↑  В июне 1969 года выехал на лечение в Грецию, затем в Анталью (Турция), оставив править страной наследного принца Хасана Реду. Свергнут группой офицеров, не признал своего отстранения и выехал назад в Грецию. Жил в эмиграции. Осенью 1971 года заочно приговорён к смертной казни. Скончался в 1983 году в Каире в возрасте 92 лет .
35. ↑  Военный, капитан инженерных войск, лидер подпольной организации Свободные офицеры юнионисты-социалисты . Окончил военный колледж в Бенгази, служил в ливийской армии, стажировался в Великобритании. В 1964 году основал и возглавил СОЮС. Руководил переворотом 1 сентября, однако в целях конспирации в первые дни главой Совета революционного командования назывался полковник Саад эд-Дин Абу Швейриб. 8 сентября было объявлено о том, что Каддафи назначен главнокомандующим, возглавил СРК и произведён в полковники.
36. ↑  Смещён в ходе переворота 1 сентября 1969 года. Скончался в 1986 году в Ливии в возрасте около 62 лет.
37. ↑  Доктор права, экономист учился в университетах Сирии и США. С 1966 года работал в Ливии как специалист нефтяной отрасли. Подвергался тюремному заключению за причастность к забастовке нефтяников .
38. ↑  Военный, полковник. Назначен главой государства и правительства. Сохранил пост председателя Военного комитета национального освобождения.
39. ↑  Пост упразднён 19 сентября 1969 года. Военный, капитан, 1-й заместитель Председателя ВКНО. Назначен министром внутренней обороны и безопасности, но вскоре снят с поста. Весной 1971 года выведен из состава ВКНО, арестован и приговорён к пожизненным каторжным работам. Погиб в 1973 году на каторге в Тауденни в возрасте 40 лет.
40. ↑  Скончался в 1992 году в Рабате в возрасте 68 лет.
41. ↑  Министр иностранных дел с марта 1967 года. Врач, получил образование во Франции. В 1957-58 годах постоянный представитель при ООН, затем работал в аппарате МИД и министерстве здравоохранения, с 1961 года посол в Иордании затем в США.
42. ↑  Застрелен днём 15 октября охранником в г. Лас-Анод, во время поездки на север страны (в возрасте 50 лет). Ночью после его похорон 20 октября в стране произошёл военный переворот.
43. ↑  Председатель Национального собрания с 1965 года, исполняющий обязанности президента. Бизнесмен, один из активистов Лиги молодых сомалийцев. С 1956 года депутат Законодательного, затем Национального собрания, был министром юстиции. В ходе переворота арестован, но вскоре освобождён. Был вне политики, вёл фермерское хозяйство. Скончался в 2012 году в Найроби (Кения) в возрасте около 100 лет.
44. ↑  Военный, генерал-майор, командующий национальной армией с 1965 года. Возглавил Верховный революционный совет. В 1952 году окончил офицерское училище во Флоренции (Италия), служил в полиции, затем в армии Сомали. В 1960—1965 начальник Генерального штаба.
45. ↑  После убийства А.Шермарка в ступил в борьбу за власть, выдвинув на пост президента кандидатуру М.Богора. В ходе переворота арестован, пост премьер-министра упразднён. Освобождён, после чего арестовывался ещё два раза, в 1976-78 был послом в Индии. После распада Сомали был президентом Республики Сомалиленд (1993—2002).
46. ↑  Отстранён от власти в ходе переворота, арестован. Скончался 29 августа 1969 года в Хартуме в возрасте 68 лет.
47. ↑  Военный, полковник. В 1952 год окончил Военный колледж в Хартуме, стажировался в ФРГ и в 1966 году в Командном колледже в Форт-Ливенуорт (Канзас, США). Магистр военных наук. Служил в столичном гарнизоне, участвовал в военных операциях на юге Судана. В 1960-64 годах создал подпольную офицерскую организацию «Свободные офицеры». Ночью на 25 мая 1969 году воспользовавшись проведением весенних учений, совершил переворот. Произведён в бригадные генералы, также назначен главнокомандующими министром обороны.
48. ↑  Смещён в ходе переворота, арестован, скончался в 1976 году.
49. ↑  Председатель Верховного суда с 1964 года. Юрист, преподаватель Хартумского университета, в 1954-57 годах председатель Палаты депутатов, затем член Верховного суда. После передачи поста премьер-министра Дж. Нимейри стал заместителем председателя Революционного совета, министром иностранных дел и министром юстиции. В 1971-72 годах был 1-м вице-президентом страны, затем эмигрировал в Египет.
50. ↑  После отставки остался епископом Фраскати, с 1972 года также епископ Остии. Скончался в 1973 году в Ватикане в возрасте 90 лет.
51. ↑  Председатель Конгрегации по делам духовенства, кардинал. Бывший епископ Лиона.
52. ↑  Христианский демократ. В конце 1968 года заявил о своей досрочной отставке в связи с состоянием здоровья и критикой за нацистское прошлое. Ушёл из политики. Скончался в 1972 году в Бонне в возрасте 77 лет от рака желудка.
53. ↑  Социал-демократ, министр юстиции с 1966 года. Избран бундестагом на выборах 5 марта 1969 года победив в 3-м туре министра обороны христианского демократа Герхарда Шрёдера. Юрист, политолог, адвокат, член антифашистской Исповедующей церкви (1933-45). Один из основателей Христианско-демократического союза, министр внутренних дел ФРГ в 1949-50 годах. В 1952 году вышел из ХДС и основал Объединённую народную партию. В 1957 году вступил в СДПГ.
54. ↑  Ушёл в отставку после поражения ХДС на парламентских выборах. В 1971 году оставил пост председателя ХДС, в 1980 году сложил полномочия депутата Бундестага. Скончался в 1988 году в Тюбингене в возрасте 83 лет.
55. ↑  Заместитель федерального канцлера, министр иностранных дел (с 1966), председатель Социал-демократической партии (с 1964), победившей на парламентских выборах 28 сентября 1969 года. С 1929 года участвовал в молодёжном социалистическом движении, с 1933 года в эмиграции в Швеции и Норвегии, занимался журналистикой. С 1949 года депутат Бундестага. В 1957-66 годах правящий бургомистр Западного Берлина.
56. ↑  Снят с поста решением апрельского Пленума ЦК КПЧ, отправлен послом в Турцию. В июле 1970 года снят с поста, выведен из Федерального собрания и исключён из партии. Работал в Братиславе в управлении лесничествами в 1981 году отправлен на пенсию. После отстранения коммунистов от власти был в декабре 1989 года избран председателем Федерального собрания, в 1990 году основал Социал-демократическую партию Словакии. Летом 1992 года сложил полномочия председателя Федерального собрания. 1 сентября того же года попал в автомобильную аварию и скончался 7 ноября 1992 года в Праге в возрасте 70 лет.
57. ↑  Ушёл в отставку с постов председателя партии и премьер-министра, передав пост своему протеже Улофу Пальме. В 1972—1982 годах опубликовал 6 томов мемуаров. Скончался 21 июня 1985 года в Худдинге под Стокгольмом в возрасте 84 лет. Похоронен 1 июля 1985 года.
58. ↑  Министр просвещения и культуры с 1967 года. Избран съездом СДРПШ 4 октября 1969 года новым председателем партии. Из аристократической семьи, юрист, экономист. В 1949 году вступил в Социал-демократическую рабочую партию, в 1953 году стал секретарём премьер-министра Эрландера. С 1958 года был депутатом риксдага, с 1963 занимал министерские посты.
59. ↑  В 1970 году стал председателем Совета Союза профсоюзов Югославии, в 1983 году возглавил Президиум Югославии.
60. ↑  Словенец, юрист, один из руководителей антифашистской партизанской борьбы. В 1947—1951 заместитель министра внутренних дел, Член Исполкома ЦК СКЮ.
61. ↑  После отставки удалился на свою ферму в штате Виктория. В 1974 году попал в автомобильную аварию. Скончался в 1976 году в больнице Беруика в возрасте 85 лет.
62. ↑  Преподавал историю, служил в дипломатическом ведомстве, с 1949 года депутат от Либеральной партии. С 1951 года занимал министерские посты. В 1963-64 министр обороны, в 1964-69 министр иностранных дел.
63. ↑  Военный, бригадный генерал. Пришёл к власти в результате вооружённого конфликта между группировками в Национальной гвардии. Окончил военное училище в Сальвадоре. С 1952 года младший лейтенант Национальной гвардии Панамы, с 1955 года командир подразделения Национальной гвардии международного аэропорта Токумен. В 1959 году был ранен во время подавления вооружённого студенческого выступления. С 1960 года командующий 2-й военной зоной, с 1963 году командующий 5-й военной зоной, затем исполнительный секретарь Национальной гвардии. Один из руководителей переворота 1968 года. С декабря 1968 главнокомандующий Национальной гвардией, полковник. С 11 марта 1969 единственный генерал в панамских вооружённых силах. Смещён с поста 14 декабря во время поездки в Мексику, но был поддержан командующими округами и захватил власть.
64. ↑  Военный, полковник. Смещён с поста после попытки отправить в изгнание генерала О. Торрихоса. 15 декабря Торрихос прилетел из Сальвадора в город Давид и 16 декабря войска военного округа под командованием майора Мануэля Антонио Норьеги начали марш на столицу. Вечером того же дня они без сопротивления установили контроль над городом. Скончался в 1979 году в возрасте 59 лет.
65. ↑  Гражданское лицо, генеральный директор управления социального страхования с 1968 года. Сын греческих эмигрантов. Архитектор, бизнесмен, окончил американских колледж в Зоне канала, Техасский технологический институт. Сопровождал О. Торрихоса во время его поездки в Мексику.
66. ↑  Истёк второй четырёхлетний срок президентства. Представитель Демократической партии. После отставки уехал на своё ранчо в Техасе, писал мемуары. В 1970и 1972 годах перенёс тяжёлые приступы стенокардии. Скончался в 1973 году в Стоунвелле (Техас) в возрасте 64 лет.
67. ↑  Представитель Республиканской партии. Избран на президентских выборах 5 ноября 1968 года, победив вице-президента демократа Хьюберта Хамфри и независимого кандидата губернатора Алабамы Джорджа Уоллеса. Юрист, в период Второй мировой войны служил в ВМС США. В 1947 году избран в Конгресс от штата Калифорния, с 1951 года сенатор от штата Калифорния. В 1953—1961 годах вице-президент США. Баллотировался на пост президента в 1960 году, проиграл Д.Кеннеди и вернулся к адвокатской практике.
68. ↑  Военный, генерал авиации, конституционный президент. Погиб 27 апреля 1969 года в районе Кочабамбы во время крушения вертолёта в возрасте 49 лет. Четырёхлетний срок президентских полномочий истекал 6 августа 1970 года.
69. ↑  Вице-президент с 1966 года, социал-демократ. Сын президента Э.Силеса Салинаса (1926-30), юрист, адвокат. Занял пост президента после гибели Р. Баррьентоса. Смещён во время переворота 26 сентября 1969 года. Выступал против военных режимов, в 1878-83 был председателем Межамериканской комиссии по правам человека. Кандидат на президентских выборах 1980 года. Скончался в 2005 году в Ла-Пасе в возрасте 80 лет.
70. ↑  Военный, генерал, главнокомандующий вооружёнными силами. Организатор переворота 26 сентября. Был временным президентом Боливии в 1966 году.
71. ↑  Военный, маршал. 31 августа 1969 года было объявлено, что президент не может исполнять свои обязанности из-за перенесённого инсульта и власть перешла к военной хунте трёх родов войск. При этом только 14 октября был издан Конституционный акт № 16, объявлявший пост президента вакантным. Скончался 17 декабря 1969 года в Рио-де-Жанейро в возрасте 70 лет. Пятилетний срок президентских полномочий истекал 15 марта 1972 года.
72. ↑  Командующий 3-й армией в Порту-Алегри, армейский генерал. Назначен военными на пятилетний срок, до 15 марта 1974 года. Сын итальянских эмигрантов Медичи, окончил военный колледж в Порту-Алегри и военное училище в Реаленгу (Рио-де-Жанейро). В 1964 году командовал Военной академией в Агульяс Неграс (Рио-де-Жанейро), поддержал свержение гражданского президента Ж.Гуларта. В 1966—1968 годах военный атташе в США.
73. ↑  Представитель партии Демократическое действие. Истёк пятилетний срок президентских полномочий. Скончался в 1972 году в Нью-Йорке в возрасте 67 лет от последствий инсульта.
74. ↑  Лидер и основатель Социально-христианской партии КОПЕЙ. Избран на выборах 1 декабря 1968 года, победив кандидата от Демократического действия Гонсало Барриоса. Окончил Центральный университет Венесуэлы, профессор социологии. Участвовал в сопротивлении диктатуре генерала Э. Лопеса Контрераса, с 1941 года депутат парламента, участник разработки Конституции 1947 года. Арестовывался при военных правительствах 1948-58 годов. Был кандидатом в президенты на выборах 1947, 1959 и 1963 годов.
75. ↑  Погиб в автомобильной катастрофе во время визита в Лондон.